# David Cassel
David Cassel (Glogau, 1818. március 7. – Berlin, 1893. január 22.) német zsidó tudós, Paulus Stephanus Cassel testvérbátyja.

## Élete
Teológiai tanulmányait Boroszlóban és Berlinben végezte, 1846-tól 1879-ig a Nauen-féle nevelőintézet igazgatója volt Berlinben, 1862-től az ottani zsidó tanitóképző tanítója is. 1872-től egészen haláláig mint a berlini zsidó teológiai főiskola tanára működött.

## Főbb munkái
- Leitfaden für den Unterricht in der jüdischen Geschichte und Litteratur (8. kiad., Majna-Frankfurt 1890)
- Hebräisches-Deutsches Wörterbuch (Berlin, 1871)
- Geschichte der jüdischen Litteratur (uo. 1772–74, 2 kötet)
- Lehrbuch der jüdischen Geschichte und Litteratur (Lipcse, 1879)

Azonkívül kiadta de Rossi Ázarjá: Meor-enájim c. munkáját (Vilna, 1866); valamint Jehuda ha-Lévi: Kuzári c. vallásbölcsészeti könyvét (Lipcse, 1879), az utóbbit német fordítással és magyarázattal. Magyarul megjelent: A zsidó nép és irodalom története. Ford. dr. Kleinmann Mór (Pest, 1868).

## Magyarul
- A zsidók története; ford. Löw Immánuel; Traub, Szeged, 1892
- A zsidó nép és irodalom története. Segédkönyv a középtanodai vallásoktatáshoz; ford. Kleinmann Mór; Aigner, Pest, 1869